# Церковь Святой Елизаветы (Хуст)
Церковь Святой Елизаветы — действующий реформатский храм в городе Хуст, Закарпатская область. Памятник архитектуры Украины национального значения, одна из архитектурных доминант центра города. Основан в XIII веке, в XVI веке значительно перестроен.
Готическая прямоугольная зальная церковь оборонительного типа построена из камня, имеет один неф под нервюрным сводом. Стены прорезаны узкими стрельчатыми окнами-бойницами. С востока здание завершается пятиугольной гранёной абсидой, укреплённой контрфорсами. С западной стороны — высокая колокольня, квадратная в плане, под готической гонтовой крышей с деревянной галереей и четырьмя башенками по углам. Территория храма обнесена хорошо сохранившимися каменными оборонительными стенами с двумя воротами.
В интерьере храма привлекает внимание каменный пол со множеством захоронений разного времени, а также резные дубовые скамьи XVIII века. Пресвитерий от нефа отделён высокой стрельчатой аркой. Фрески XV века, заштукатуренные в период реформации, при реставрации 2004—2005 годов частично расчищены и восстановлены. Колокола церкви относятся к XVI—XVII векам.